# Xi Jiang
Xi Jiang (Zapadna rijeka)  nekad zvana Sikiang je najveća pritoka Biserne rijeke na jugu Kine u provinciji Guangdong duga 1 957 km.

## Zemljopisne karakteristike
Xi Jiang formalno nastaje spajanjem rijeka Xun Jiang i Gui Jiang na istoku provincije Yunnan kod grada Wuzhou u planinskom kraju.
Uzvodno od tog se Xi Jiang pretvara u vrlo kompliciran riječni sistem, u kojem kod svakog velikog ušća - rijeka mijenja ime. Xun Jiang koji se uzima za glavni izvor Xi Jianga, izvire pod imenom Nanpan na Visoravni Yunnan - Guizhou (2 100 m.), odakle teče prema jugu, pa naglo zavija prema sjevero istoku, prevaljući tako 856 km. Nakon što primi pritoku Beipan, mijenja ime u Hongshui, pod tim imenom teče oko 640 km, kroz usku kotlinu, okružen liticama koje se uzdižu 260 metara iznad rijeke. Korito rijeke varira širinom od 50 do 300 metara, taj dio je prepun plitkih brzaka. 
Prvih 120 km Hongshui teče u smjeru jugoistoka i stvara granicu između provincija Guizhou - Guangxi, zatim pravi veliki zavoj prema jugu i teče kroz Guangxi, zatim zavija na sjever, pa se zatim ispravlja i nastavlja teći prema jugoistoku.
Kod grada Shilonga Hongshui  prima rijeku Liu svoju glavnu lijevu (sjevernu) pritoku, nizvodno od tog se rijeka zove Qian.
Pod tim imenom rijeka je teče oko 120 km, s padom od 15 metara. Gotovo polovicu te dužine teče kroz uski stjenoviti kanjon Dateng. Tu se korito rijeke dramatično mijenja, na pojedinim dijelovima postaje dublje od 85 m.
Na kraju ovog dijela, Qian prima svoju glavnu desnu (južnu) pritoku Yu. Odatle teče oko 190 km u smjeru jugoistoka, s prosječnim padom od 17 m, gdje se kod grada Wuzhoua spaja s rijekom Gui Jiang.
Ispod Wuzhoua, rijeka ulazi u provinciju Guangdong, i tek od tu se zove - Xun Jiang. Tu se njeno korito sastoji od niza zavojitih klanaca i kanjona, od kojih su najpoznatiji Sanrong i Lingyang široki samo 70 - 80 m, ali duboki i do 75 m. U tom dijelu toka dugom 210 km, rijeka ima pad od samo 10 m, i generalno teče prema istoku sve do ušća pritoke Bei Jiang kod grada Sanshui. 
Od tu skreće na jug i kad primi rijeku Dong Jiang stvara Bisernu rijeku koja se s velikom deltom ulijeva u Južno kinesko more od Guangzhoua do Makaoa.

### Slijevrijeke
Xi Jiang ima slijev velik oko 329 000 km², koje se proteže po kineskim provincijama; Guangxi, Guizhou i Guangdong, a djelomično zahvaća i sjeverni Vijetnam.
Više od polovice bazena rijeke je planinski kraj, prosječne nadmorske visine od 3 000 do 500 m., a dvije petine je brdovit kraj prosječne visine od 500 - 100 m, a nizinska delta na kraju predstavlja samo dijelić. Najveći dio planina je vapnenačkog sastava, kroz koji je rijeka probila svoje kanjone. To je krški kraj pun ponornica i vrtača.
Najveći vodostaj rijeka ima u ljeto, za velikih monsuna.Plovna je svojim cijelim tijekom do grada -  Wuzhoua.

## Povezane stranice
- Biserna rijeka
- Popis najdužih rijeka na svijetu

## Vanjske poveznice
- Xi River system na portalu Encyclopædia Britannica (engl.)